# ゴルツェーニョ
ゴルツェーニョ（伊: Gorzegno）は、イタリア共和国ピエモンテ州クーネオ県にある、人口約300人の基礎自治体（コムーネ）。

## 地理

### 位置・広がり

#### 隣接コムーネ
隣接するコムーネは以下の通り。
- フェイゾーリオ
- レーヴィチェ
- モンバルカーロ
- ニエッラ・ベルボ
- プルネット

#### 地震分類
イタリアの地震リスク階級 (it) では、4 
に分類される。